# ولسوالی قلعه ذال
ولسوالی قلعۀ ذال یکی از !۹ ولسوالی‌‌‌‌ ولایت کندز، به مرکزیت شهر آق‌تپه در شمال افغانستان است. قلعۀ ذال از ولسوالی‌های درجه دوم ولایت کندز بوده، پهناوری آن ۲۱۸۷ کیلومتر مربع است و با ۸۱٬۱۴۷ نفر جمعیت در سال ۱۳۹۹، هفتمین ولسوالی پر جمعیت ولایت کندز می‌باشد.
ولسوالی قلعۀ ذال از شمال غرب با تاجیکستان، از جنوب غرب با ولایت سمنگان، از غرب با ولایت بلخ، از شرق با ولسوالی امام صاحب و از جنوب شرق با ولسوالی چهاردره محدود می‌باشد.